# Raymond Etherington-Smith

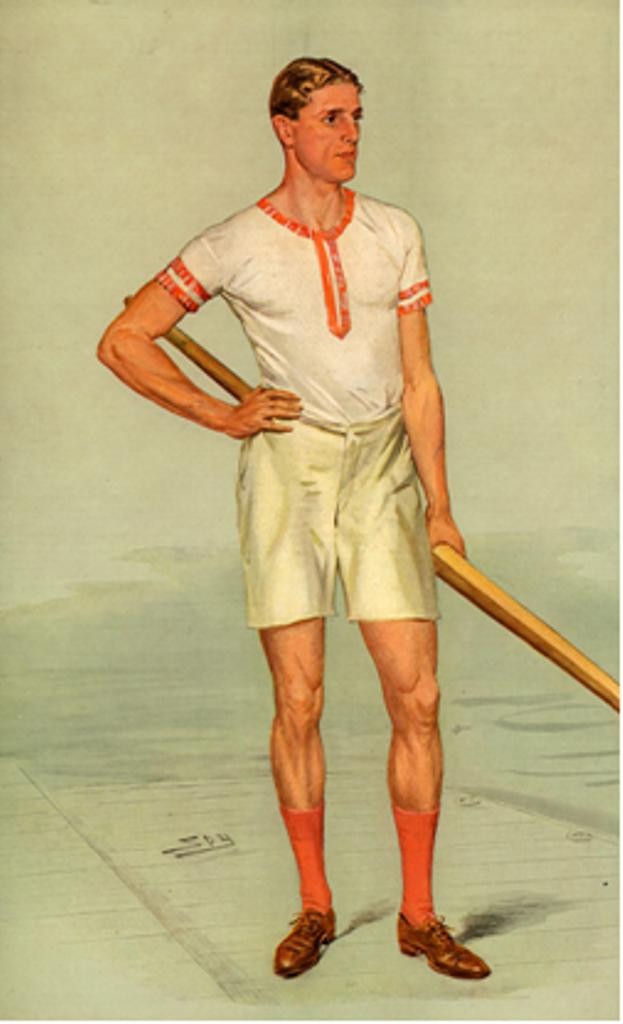
Raymond Etherington-Smith (Zeichnung von 1908 aus Vanity Fair)

Raymond Broadley Etherington-Smith (* 11. April 1877 in Putney, London; † 19. April 1913 in London) war ein britischer Ruderer und Olympiasieger im Achter.
Raymond Etherington-Smith ruderte zunächst für den London Rowing Club und später für den Leander Club. Seine Ausbildung erhielt er am Radley College und dann auf dem Trinity College in Cambridge. Von 1898 bis 1900 nahm er für Cambridge am Boat Race teil und gewann 1899 und 1900, wobei 1900 sein Bruder Thomas im Boot von Oxford antrat. 1901, 1903 und 1905 gewann Raymond Etherington-Smith mit dem Achter des Leander Club bei der Henley Royal Regatta. Bei der ebenfalls in Henley ausgetragenen Olympischen Regatta 1908 siegte Etherington-Smith mit dem Achter des Leander Club im Finale gegen das belgische Großboot, das 1906 und 1907 bei der Henley Royal Regatta gewonnen hatte.
Etherington-Smith wurde nach seinem Medizinstudium Arzt in London. Als Chirurg am St Bartholomew’s Hospital infizierte er sich bei einer Operation und starb 1913.